# Asterio (figlio di Tettamo)
Asterio (in greco antico: Ἀστέριος?, Astérios), o Asterione (Ἀστερίων, Asteríōn), è un personaggio della mitologia greca ed uno dei re dell'isola di Creta.

## Mitologia
Fu il primo re di Creta e "Signore delle stelle", era il figlio di Tettamo, che a sua volta era figlio di Doro. Il padre Tettamo sposò la figlia di Creteo l'Eoliano, mentre Asterio ebbe come moglie Europa.
Sposò Europa dopo che era stata sedotta da Zeus, ed adottò i tre figli che Europa aveva avuto da Zeus (Minosse, Sarpedonte e Radamanto), nominandoli così suoi eredi.

Gli succedette Minosse,che per suggellare la sua ascesa al trono, secondo una versione del mito e lo Pseudo-Apollodoro, sposò la sorellastra Crete,figlia di Asterio e una precedente moglie.